# Zingiber vanlithianum
Zingiber vanlithianum là một loài thực vật có hoa trong họ Gừng. Loài này được Sijfert Hendrik Koorders miêu tả khoa học đầu tiên năm 1919.

## Mẫu định danh
Mẫu định danh: Koorders S.H. 42910 β; do Sijfert Hendrik Koorders và vợ là Anna Koorders-Schumacher thu thập ngày 21 tháng 7 năm 1916 ở sườn đông núi Idjen, cao độ 800 m, trên đường từ Litjin (Licin) tới cao nguyên Idjen, giữa Banjulinu và Kalibendo, Đông Java, Indonesia.

## Từ nguyên
Tính từ định danh vanlithianum là để vinh danh trung tá A. van Lith, nhà địa hình học của Công ty Đông Ấn Hà Lan, thành viên của Idjen Kommission (Ủy ban Idjen) kiêm thành viên điều hành của Koninklijke Natuurkundige Vereeniging in Nederlandsch Indië (Hiệp hội các nhà khoa học Hoàng gia tại Đông Ấn Hà Lan).

## Phân bố
Loài này có tại đảo Java, Indonesia.

## Mô tả
Cây thảo, mọc thẳng đứng, cao tới 1,3-1,5 m, tương tự như Amomum maximum, nhưng khác ở chỗ các quả nhẵn nhụi, không cánh, nổ vỡ để phát tán hạt; các quả rất đáng để ý do có màu da cam đẹp mắt, mọc thành chùm quả lớn, rủ xuống mặt đất. Lưỡi bẹ mỏng, dạng da, 6 × 1,33 cm, nhẵn nhụi, khi khô như thủy tinh, màu xám. Lá mọc so le, có cuống. Cuống lá dài 6–10 cm, đáy có lông tơ ngắn, những phần khác nhẵn nhụi. Phiến lá hình mác hẹp-thuôn dài, 47-60 × 8–12 cm, nhiều gân dạng sọc, các gân gần thẳng đứng, đáy thon nhỏ dần, đỉnh nhọn, mặt trên màu xanh lục sẫm, không bóng, nhiều gân bên lồi lên, mỏng, song song, mặt dưới màu xanh lục rất nhạt, xỉn, gân giữa nổi cao, khi non thưa lông tơ mềm dài áp ép che phủ; khi cọ xát không mùi. Cán hoa ngầm dưới đất, ngắn, gần nằm ngang. Cành hoa bông thóc đơn độc, gần hình cầu, ~12 × 10 cm. Lá bắc áp ép, hình elip, đỉnh thuôn tròn, tù hoặc nhọn, dài ~4 cm. Lá bắc con khi gần tạo quả hình elip hoặc thuôn dài, đỉnh tù hoặc thuôn tròn, mép phẳng (hầu như không cụp trong). Hoa không rõ. Cụm quả có lá bắc tù và bền ở đỉnh, dài 12 cm và rộng 10 cm, hình elipxoit-hình cầu, trục cụm quả ngắn, ngầm dưới đất. Quả nang mọng, nhẵn bóng, không lông, thuôn dài, ngăn 3 mảnh vỏ, 4-5 × 1,5–2 cm. Vách ngoài và trong của quả nang màu da cam. Hạt ít, không hiếm khi chỉ 1, hơi hình trứng ngược, hơi nhẵn nhụi, dài ~7,5 mm, vỏ hạt khi non màu đỏ, khi thuần thục màu đen. Áo hạt mọng, màu trắng tuyết, bao phủ gần như toàn bộ hạt, đỉnh chia 3 phần, với các phần có diềm, dài ~1,33 cm.